# Huberia triplinervis
Huberia triplinervis är en tvåhjärtbladig växtart som beskrevs av Célestin Alfred Cogniaux. Huberia triplinervis ingår i släktet Huberia och familjen Melastomataceae. Inga underarter finns listade i Catalogue of Life.